# Bruno Fortichiari
Bruno Fortichiari (Luzzara, 8 febbraio 1892 – Milano, 4 gennaio 1981) è stato un politico italiano, rivoluzionario comunista e internazionalista. Al Congresso di Livorno del 1921 fu tra i fondatori del Partito Comunista d'Italia (PCd'I).

## Biografia
Nato a Luzzara l'8 febbraio 1892, a 15 anni fondò il circolo giovanile socialista e dette avvio alla sua attività giornalistica, collaborando con “L'Avanguardia”, organo settimanale della Federazione Giovanile Socialista Italiana, con “La Giustizia”, settimanale di Reggio Emilia, diretto da Camillo Prampolini, e con altri fogli socialisti locali. Nel settembre 1910, partecipò al Congresso nazionale della FGS a Firenze; nel 1911, seguì a Milano un corso di studi cooperativi e sindacali, organizzato dalla Società Umanitaria, di cui divenne poi funzionario presso la sede di Piacenza. L'impegno nella FGS lo mise in contatto con Amadeo Bordiga. Il 1º dicembre 1912 fu nominato responsabile della Sezione e della Federazione socialista milanese, nel cui ambito svolse un'intensa attività organizzativa, accompagnata da un altrettanto intenso impegno pubblicistico, che caratterizzò tutta la sua vita. In prima linea nella lotta contro la guerra, il 24 novembre 1914, presentò l'ordine del giorno che decretò l'espulsione di Benito Mussolini dal partito. A Milano, per tutta la durata del conflitto, con Luigi Repossi e Abigaille Zanetta fu instancabile organizzatore di iniziative di denuncia e, quando possibile, di manifestazioni proletarie. Nel settembre del 1915, diffuse il “Manifesto di Zimmerwald", guadagnandosi la prima condanna al carcere e al confino, alla quale ne seguirono altre, che ostacolarono ma non impedirono la sua attività.
Nel primo dopoguerra, si prodigò per dare sbocco organizzativo ai grandi movimenti proletari, dalle lotte contro il caro-vita all'occupazione delle fabbriche, sostenendo posizioni politiche sempre più coerenti con gli obiettivi rivoluzionari indicati dalla Terza Internazionale (IC), fondata a Mosca nel marzo 1919. Dalla seconda metà del 1920, fu partecipe a tutte le iniziative che avrebbero portato alla formazione del Partito Comunista d'Italia. Grazie a questo impegno, alla fondazione del partito (Livorno, 21 gennaio 1921), fu eletto nel Comitato esecutivo, con Amadeo Bordiga, Ruggero Grieco, Luigi Repossi e Umberto Terracini, assumendo la delicata responsabilità dell'Ufficio I, ossia dell'apparato illegale. Impegno che assolse con grande competenza, di fronte a una reazione statale e fascista sempre più violenta. Nel contrasto che si manifestò tra il PCd'I e il Comintern, dopo il Terzo Congresso (22 giugno – 12 luglio 1921), Fortichiari fu uno dei principali esponenti della corrente di sinistra (v. Frazione di sinistra del PCd'I). Alle elezioni del 6 aprile 1924, fu eletto deputato; in seguito, pur partecipando all'attività di partito, si dimise da ogni incarico. Le sue successive iniziative a sostegno della sinistra, come il Comitato di Intesa, furono costantemente represse dal Comintern, rappresentato in Italia da Jules Humbert-Droz, benché la linea del centro gramsciano si stesse rivelando pericolosamente fallimentare.
Prima che a Milano il fascismo impedisse con la forza ogni attività politica, il 22 marzo 1925 Fortichiari organizzò in piazza Castello il comizio di Amadeo Bordiga, che si risolse in un'approvazione plebiscitaria per la Sinistra. Con l'arresto di tutti i deputati comunisti, l'8 novembre 1926, fu condannato a cinque anni di confino, ma fu rimesso in libertà dopo un anno, in quanto affetto da tubercolosi. Stabilitosi a Milano, incontrò molte difficoltà a trovare un lavoro stabile e, quando lo trovò, la pubblicazione sul «Popolo d'Italia» (12 giugno 1929) della sua espulsione dal PCdI gli creò nuovi ostacoli. Pur sotto la costante vigilanza della polizia e del PCdI, riuscì a stabilire contatti con Luigi Repossi, Mario Lanfranchi e Giusto Della Lucia, con i quali scrisse e diffuse documenti firmati inizialmente «Gruppo Comunista» e poi «Sinistra ».
Durante la guerra, nel 1942-1943, dopo contatti con il Partito Comunista Internazionalista, con Lelio Basso di “Bandiera Rossa” e con altri socialisti, collaborò con il “Lavoratore”, di Legnano, pubblicato clandestinamente dal gruppo dei fratelli Carlo Venegoni e Mauro Venegoni. Nonostante il PCI diffondesse calunnie contro di lui, Fortichiari scelse di rientrare nel partito, ottenendone l'ammissione solo dopo la Liberazione, a fine giugno 1945. Sempre circondato da diffidenza, non gli furono assegnati compiti politici di rilievo, finché, il 28 aprile 1947, fu nominato presidente della Federazione Provinciale delle Cooperative di Milano, per relegarlo in una sorta di limbo politico. Nell'agosto 1950, lasciò la carica e si ritirò a Luzzara, dove trovò occupazione come segretario della locale cooperativa. Il suo indiscusso prestigio presso la base del partito gli procurava un controllo sempre più asfissiante da parte della direzione e, di pari passo, diventava punto di riferimento per un malcontento, che si stava trasformando in opposizione al neo riformismo di Palmiro Togliatti.
Il 21 giugno 1956 firmò con Luciano Raimondi il primo numero del mensile Azione Comunista e il 4 luglio lesse su l'Unità: “Fortichiari non è più nel partito”. Prendeva avvio il tentativo di costituire il Movimento della Sinistra Comunista, verso cui inizialmente confluirono, oltre ai fuorusciti dal PCI, tra cui Giulio Seniga, i Gruppi Anarchici di Azione Proletaria (GAAP), con Arrigo Cervetto e Lorenzo Parodi, i comunisti internazionalisti di Battaglia Comunista, i trockijsti dei Gruppi Comunisti Rivoluzionari di Livio Maitan, nonché intellettuali comunisti, come Danilo Montaldi, o di tendenza socialista, come Giorgio Galli. Questa esperienza, dopo aver ravvivato il panorama della sinistra antistalinista italiana, si concluse tra alterne vicende, nel 1965, quando anche Fortichiari, superati i settant'anni e con problemi di salute, pensò di ritirarsi dall'attività politica. Nel 1970, infranse questa decisione, iniziando a pubblicare le “Lettere aperte ai compagni della Sinistra Comunista” e collaborando con un gruppo di giovani che, nel 1972, dette vita al bollettino “Iniziativa Comunista”. Attento agli avvenimenti degli anni settanta, partecipò a dibattiti e conferenze organizzati dal Circolo La Comune e da Lotta Comunista.

## Opere
- Bruno Fortichiari, Comunismo e revisionismo in Italia, Testimonianze di un militante rivoluzionario, Presentazione di Luigi Cortesi, Tennerello Editore, Torino, 1978.
- Bruno Fortichiari, Antologia di scritti, A cura di Iniziativa Comunista, Reprint Giovane Talpa, Milano, 2005.
- Bruno Fortichiari, In memoria di uno dei fondatori del PCd'I, [antologia di scritti, a cura di Luigi Pisani], Edizioni Lotta Comunista, Milano, 2006 ISBN 88-86176-59-7.